# Kristin Chenoweth
Pour les articles homonymes, voir Chenoweth.
Kristi Dawn Chenoweth, connue sous le nom de Kristin Chenoweth, est une actrice, chanteuse et productrice américaine née le 24 juillet 1968 à Broken Arrow (Oklahoma).
Soprano colorature dotée d'une tessiture de quatre octaves, elle est capable de vocaliser n'importe quel style de musique. Elle chante aussi bien de la musique country (What would Dolly Do) que lyrique (Glitter and be Gay) et de la comédie musicale.
Elle a participé à de nombreux spectacles à Broadway, recevant notamment un Tony Award pour son interprétation dans You're a Good Man, Charlie Brown (en), et une nomination pour le rôle de Glinda dans Wicked.
Également connue pour sa voix parlée particulière, ses intonations étant souvent comparées à celles de Betty Boop, elle se fait également remarquer, à la télévision, notamment pour avoir joué le rôle d'Annabeth Schott dans les saisons 6 et 7 de la série télévisée dramatique À la Maison-Blanche ainsi que celui de Olive Snook dans la série Pushing Daisies, qui lui a valu le Primetime Emmy Award de la meilleure actrice dans un second rôle dans une série télévisée comique et celui d'April Rhodes dans la série télévisée musicale Glee, qui lui permet de remporter le Satellite Awards de la meilleure actrice invitée dans une série télévisée.
Kristin Chenoweth est l'ambassadrice des bijoux Jude Frances.

## Biographie

### Jeunesse et formation
Adoptée à la naissance, Kristi Dawn Chenoweth grandit à Broken Arrow dans l'Oklahoma. Elle possède un quart de sang Cherokee,. Son talent et son habileté vocale sont remarqués dès son jeune âge et elle chante régulièrement dans les églises locales. Elle se produit devant plus de 40 000 délégués à la convention des baptistes et interprète deux chansons en solo,.
Chenoweth étudie ensuite à l'université d'Oklahoma City (OCU), où elle est membre de la sororité Gamma Phi Beta. Elle a comme professeur Florence Birdwell (en) (c'est Birdwell qui lui propose de transformer son prénom en Kristin). Durant ses années à OCU, Chenoweth gagne le titre de Miss OCU, ce qui la qualifie pour Miss Oklahoma 1991, où elle finit seconde dauphine. Elle quitte OCU avec un diplôme en comédies musicales et un master en interprétation lyrique.

### Révélation sur les planches et télévision

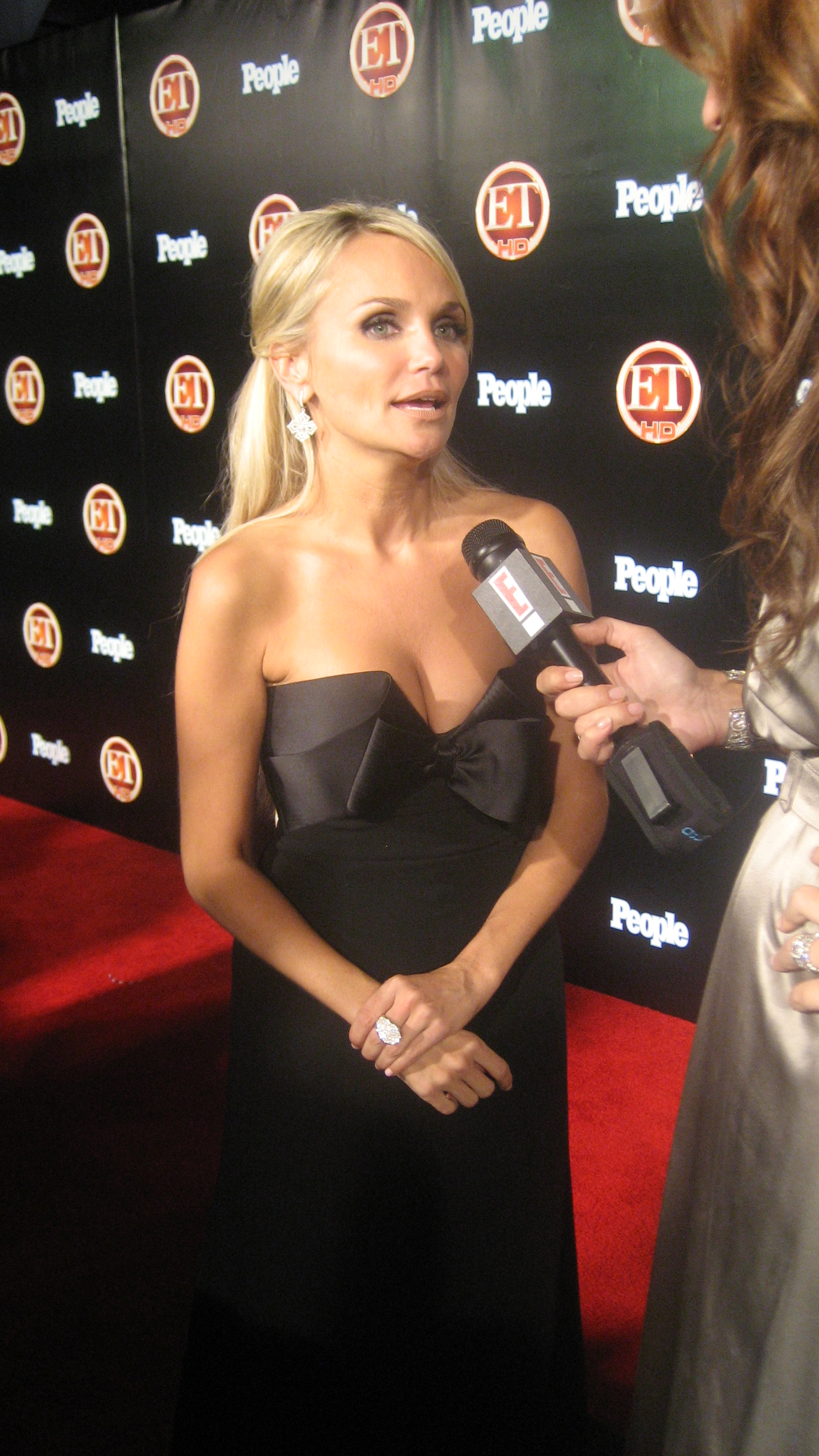
Photographiée lors d'une interview durant la soirée organisée après les Primetime Emmy Awards, en 2008.

Kristin Chenoweth fait ses débuts sur les planches dans une pièce intitulée Scapin, une adaptation par Bill Irwin et Mark O'Donnell (en) des Fourberies de Scapin. Elle enchaîne au printemps 1997 avec la comédie musicale Steel Pier (en) par John Kander et Fred Ebb pour laquelle elle remporte un Theatre World Award. Elle apparait ensuite dans Strike Up the Band de Georges et Ira Gershwin puis crée le rôle de Nancy D dans A New Brain (en), une comédie musicale de William Finn (en) au Lincoln Center. Elle a chanté plusieurs fois dans le programme radiophonique A Prairie Home Companion.
En 1999, elle est couronnée de succès à la suite de son interprétation dans la comédie musicale You're a Good Man, Charlie Brown qui lui permet de remporter le Drama Desk Awards ainsi que le Tony Award de la meilleure actrice dans une comédie musicale.
Kristin Chenoweth fait ses débuts à la télé, notamment dans la mini-série Paramour. Mais c'est en 2001, qu'elle accède à un rôle de premier plan pour les treize épisodes de la sitcom Kristin diffusée sur la chaine NBC. Cependant, l'audience ne suit pas et seulement six épisodes seront diffusés.
En 2003, elle interprète au Lincoln Center des chansons tirées de son dernier album, Let Yourself Go, pour la cinquième édition du « Lincoln Center American Songbook ». Elle apparut également à Londres au Donmar Warehouse Theater dans Divas at Donmar pour Sam Mendes.
En octobre 2003, elle revient à Broadway pour Wicked, avec sa co-star Idina Menzel la comédie musicale adaptée de la nouvelle éponyme, et qui raconte la jeunesse des sorcières d'Oz. Pour sa performance dans le rôle de Glinda, elle fut nommée pour un Tony Award dans la catégorie meilleure actrice pour un rôle principal dans une comédie musicale. Après neuf mois à jouer le rôle de Glinda, Kristin Chenoweth quitte Wicked en même temps que ses co-stars Joel Grey et Norbert Leo Butz. Kristin Chenoweth est alors remplacée par Jennifer Laura Thompson (en).
En 2004, elle obtient un rôle récurrent dans la sixième saison de À la Maison-Blanche, celui d'Annabeth Schott, la directrice adjointe de la communication. L'année suivante, elle fait figure de favorite afin d'incarner le personnage de Miranda Bailey dans la série médicale Grey's Anatomy mais finalement, la directrice de casting a eu un coup de cœur pour une autre comédienne, Chandra Wilson, en dépit d'absence totale de ressemblance physique avec la recherche initiale de la production. C'est alors qu'elle devient un membre permanent de l'équipe, dans la septième et ultime saison d'À la Maison-Blanche, ce qui lui permet de prétendre au Screen Actors Guild Award de la meilleure distribution pour une série télévisée dramatique. Lors de l'enterrement de John Spencer, son partenaire dans la série, elle a chanté la chanson For Good, extraite de la comédie musicale Wicked.
Elle joue ensuite le rôle de Cunégonde dans le revival de Candide de Leonard Bernstein pour quatre soirées exceptionnelles, du 5 au 8 mai 2005, avec le New York Philharmonic Orchestra sous la direction de Marin Alsop. On y retrouve Paul Groves dans le rôle de Candide, Thomas Allen dans le rôle de Dr Pangloss et Patti LuPone dans le rôle de La Vieille Dame. La production est retransmise sur la chaîne PBS.
Elle est également apparue dans de nombreuses émissions telles que An American Celebration sur ABC présenté par Kelsey Grammer en direct du Ford Theater, le concert-hommage à Julie Andrews au Kennedy Center et un épisode de Frasier sur NBC. Elle est également apparue aux côtés de Matthew Broderick dans la version télévisée de The Music Man toujours pour NBC.

### Cinéma et diversification

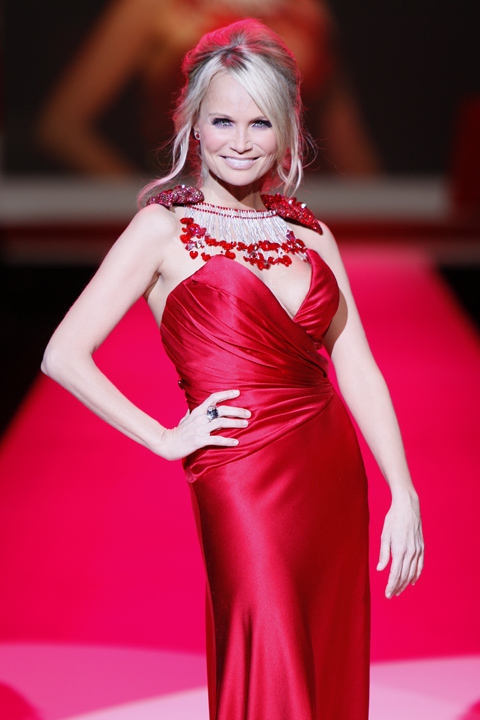
Pour le défilé The Heart Truth - Fashion Show, en 2010.

En 2005, pour son premier grand rôle au cinéma, elle joue le rôle de Maria Kelly dans Ma sorcière bien-aimée de Nora Ephron. C'est Nicole Kidman qui recommandera Chenoweth pour incarner sa voisine, après avoir été impressionnée par son interprétation dans Wicked,,,.
En 2006, elle apparaît dans cinq films : La Panthère rose, Camping-car, L'Incroyable Destin de Harold Crick, Courir avec des ciseaux, et Voisin contre voisin.
Entre le 14 décembre 2006 et le 11 mars 2007, elle participe à Broadway à The Apple Tree (en), une série de trois petites comédies musicales, ayant chacune une histoire différente mais basées sur un même thème. Le 19 janvier 2007, elle organise un concert solo au MET (les deux autres personnes ayant jamais donné des concerts en solos au MET était Barbara Cook et Yves Montand).
Chenoweth a présenté la cérémonie des 52e Drama Desk Awards le 20 mai 2007.
En février 2007, elle coprésente un épisode de The View. Elle apparait également brièvement dans le dernier épisode de la saison 1 d'Ugly Betty. À l'automne 2007, elle participe à la série Pushing Daisies. Elle y interprète plusieurs chansons dont Hopelessly Devoted to You de Olivia Newton-John, extraite de Grease, et un duo avec Ellen Green (en). Elle reçoit d'excellentes critiques pour son rôle dans la série et un Emmy Award du meilleur second rôle féminin en 2009.
Le 24 février 2008, elle chante That's How You Know tirée du film Il était une fois lors de la 80e cérémonie des Oscars.Le 27 août 2008, Kristin Chenoweth tourne en cinq heures dans une chambre d'un hôtel Hilton une vidéo pour le site funnyordie.com. La vidéo appelée Intervention with Kristin Chenoweth, est une parodie de l'émission américaine Intervention (en) et la présente dansant et chantant une chanson satirique. La musique est écrite par Andrew Lippa (en), le directeur musical ainsi que le compositeur de la chanson My New Philosophy, qu'elle chante dans le revival de You're a Good man Charlie Brown, et les paroles par Amy Rhodes. Elle a admis plus tard avoir hésité à interpréter la chanson en raison de ses paroles.
Ensuite, elle prête sa voix à Rosetta dans la version originale de La Fée Clochette et apparaît dans la comédie romantique Tout... sauf en famille, dans le rôle de la sœur de Reese Witherspoon.

### Confirmation

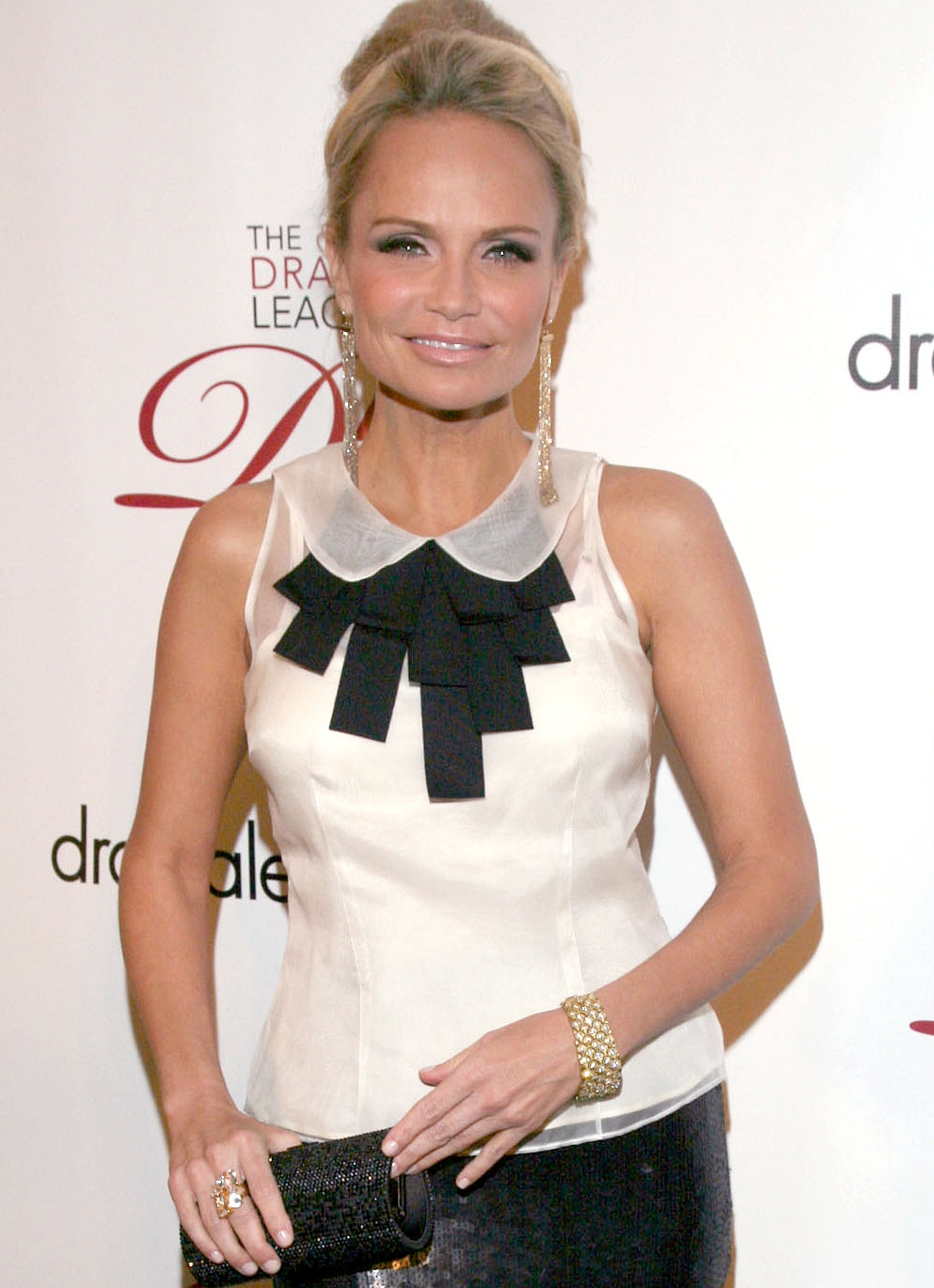
Lors d'un gala de bienfaisance, en 2012.

Entre 2009 et 2012, elle apparaît le temps de quelques épisodes dans les deux premières saisons de la série Glee, dans lequel elle interprète, notamment, les chansons Maybe This Time, Alone (en duo avec Lea Mitchele) et Last Name. Elle n'est pas présente dans la troisième saison, pour des raisons scénaristiques, mais y fait son retour en 2014, dans la saison 5, pour le 100e épisode de la série aux côtés de Gwyneth Paltrow. Son interprétation y est saluée et lui vaut le Satellite Awards de la meilleure actrice invitée dans une série télévisée ainsi que le Gold Derby Awards.
Entre-temps, elle reçoit le Vanguard Award lors de la cérémonie des GLAAD Media Awards 2011, qui récompense les œuvres, médias et personnalités pour leur rôle dans la représentation de la communauté LGBT. Elle s'invite également dans les séries installées Hot in Cleveland et The Good Wife avant de porter, à nouveau, une éphémère série, GCB, avec Leslie Bibb.
En 2015, elle seconde Jennifer Lopez dans le thriller sulfureux Un voisin trop parfait. Cette même-année, elle remporte son deuxième trophée de la meilleure actrice dans une comédie musicale pour son interprétation dans On the Twentieth Century, lors de la cérémonie des Drama Desk Awards. Elle incarne également le personnage de Maléfique pour le téléfilm Descendants de la collection des Disney Channel Original Movie, inspiré des personnages des films du studio Walt Disney Pictures, réalisé par Kenny Ortega.
En 2016, elle fait partie de la distribution du téléfilm Hairspray, aux côtés d'Ariana Grande, Jennifer Hudson et Dove Cameron, cette dernière, ayant déjà joué sa fille dans Descendants, va également interpréter le rôle de sa fille dans ce téléfilm. Diffusé et joué en live, adapté de la comédie musicale Hairspray, elle-même basé sur le film homonyme de John Waters, le projet est très bien reçu par la critique et réuni 8.92 millions de téléspectateurs, faisant de lui le programme le plus regardé de la soirée.
En 2017, elle fit une apparition en tant que guest star dans la série fantastique American Gods campant le rôle d'une déesse ainsi que dans la série comique Younger. Cette année-là, elle poursuit dans le doublage et prête sa voix pour les besoins du film d'animation L'Étoile de Noël.
En 2018, elle retrouve Jayma Mays, quelques années après s'être donné la réplique dans Glee, pour la sitcom comique Trial & Error,. Cette année-là, elle est la maîtresse de cérémonie du Festival international des médias de Banff.

## Théâtre
Sauf indication contraire ou complémentaire, les informations mentionnées dans cette section proviennent de la base de données IBDb.
- 1997 : Steel Pier
- 1999 : You're a Good Man, Charlie Brown
- 1999 : Epic Proportions
- 2002 : Funny Girl : Fanny Brice
- 2003-2004 : Wicked
- 2006-2007 : The Apple Tree
- 2010-2011 : Promises, Promises
- 2015 : On the Twentieth Century
- 2016 : My Love Letter to Broadway
- 2019 : Kristin Chenoweth: For the Girls

## Filmographie

### Cinéma
- 2002 : Topa Topa Bluffs de Eric Simonson (en) : Patty
- 2005 : Ma sorcière bien-aimée (Bewitched) de Nora Ephron : Maria Kelly
- 2006 : La Panthère rose (The Pink Panther) de Shawn Levy : Cherie
- 2006 : Camping-car (RV) de Barry Sonnenfeld : Mary Jo Gornicke
- 2006 : L'Incroyable Destin de Harold Crick (Stranger than Fiction) de Marc Forster : une animatrice
- 2006 : Courir avec des ciseaux (Running with Scissors) de Ryan Murphy : Fern Stewart
- 2006 : Voisin contre voisin (Deck the Halls) de John Whitesell : Tia Hall
- 2008 : Tout... sauf en famille (Four Christmases) de Seth Gordon : Courtney
- 2009 : Into Temptation (en) de Patrick Coyle : Linda Salerno
- 2010 : Encore toi ! (You Again) de Andy Fickman : Georgia
- 2012 : Hit and Run de Dax Shepard et David Palmer : Debby Kreeger
- 2013 : Family Weekend (en) de Benjamin Epps : Samantha Smith-Dungy
- 2014 : The Opposite Sex (en) de Jennifer Finnigan et Jonathan Silverman : Mme Kemp
- 2015 : Un voisin trop parfait (The Boy Next Door) de Rob Cohen : Vicky Lansing
- 2016 : Hard Sell (en) de Sean Nalaboff : Lorna Buchanan
- 2017 : Class Rank de Eric Stoltz : Janet Krauss
- 2020 : Sacrées Sorcières (The Witches) de Robert Zemeckis : Daisy / Mary (voix originale)
- 2020 : Holidate de John Whitesell : Susan
- 2024 : Our Little Secret de Stephen Herek : Erica
- 2024 : Wicked de Jon Chu : une star de Wiz-o-Mania

### Télévision

#### Séries télévisées
- 1999 : LateLine (en) : Kristin (saison 2, épisode 7)
- 1999 : Paramour : rôle inconnu (mini-série)
- 1999 : As the World Turns : Venus (1 épisode)
- 2001 : Kristin : Kristin Yancey (rôle principal ― 13 épisodes[26])
- 2001 : Frasier : Portia Sanders (saison 9, épisode 10)
- 2001 : Seven Roses : rôle inconnu (non retenue)
- 2002 : Baby Bob (en) : Crystal Carter (saison 1, épisode 6)
- 2003-2006 : 1, rue Sésame : Ms.Noodle (4 épisodes)
- 2004-2006 : À la Maison-Blanche : Annabeth Schott (rôle récurrent ― 34 épisodes[27])
- 2005 : Great Performances : Cunegonde (saison 33, épisode 10)
- 2006 : Elmo's World : Ms.Noodle (saison 37, épisode 1)
- 2007 : Ugly Betty : Diane (saison 1, épisode 23)
- 2007-2009 : Pushing Daisies : Olive Snook (rôle principal ― 22 épisodes[28])
- 2009-2014 : Glee : April Rhodes (5 épisodes[29])
- 2011 : Submissions Only (en) : Cindy Ruehl (saison 1, épisode 4)
- 2012 : Lovin' Lakin : elle-même (web-série ― 9 épisodes[30])
- 2012 : Hot in Cleveland : Courtney (saison 3, épisode 20)
- 2012 : GCB : Carlene Cockburn (rôle principal ― 10 épisodes[31])
- 2012 : The Good Wife : Peggy Byrne (2 épisodes ― saison 4, épisodes 1 et 6)
- 2013 : Projet haute couture : elle-même (saison 11, épisode 14)
- 2013-2014 : Kirstie : Brittany Gold (2 épisodes[32])
- 2017 : American Gods : Easter (saison 1, épisode 8)
- 2017 : Younger : Marylynne Keller (saison 4 épisode 1)
- 2018 : Trial & Error : Lavinia Peck-Foster (saison 2, 10 épisodes)
- 2018 : Mom : Miranda (saison 5, épisode 14)

#### Téléfilms
- 1999 : Annie de Rob Marshall : Lily St. Regis
- 2003 : The Music Man (en) : Marian Paroo
- 2009 : Monsieur Décembre (12 Men of Christmas) de Arlene Sanford : E.J. Baxter
- 2010 : Legally Mad de Kenny Ortega : Skippy Pylon
- 2013 : Untitled Tad Quill Project de James Burrows : Marnie
- 2014 : Kristin Chenoweth: Coming Home de Scott Floyd Lochmus : elle-même
- 2015 : Descendants de Kenny Ortega : Maléfique
- 2016 : Hairspray Live! de Kenny Leon et Alex Rudzinski : Velma Von Tussle
- 2019 : Le chœur de Noël (A Christmas Love Story) d'Eric Close : Katherine Clark (également productrice exécutive)

## Doublage

### Films d'animation
- 2008 : Les Chimpanzés de l'espace (Space Chimps) de Kirk DeMicco : Kilowatt
- 2008 : La Fée Clochette (Tinker Bell) de Bradley Raymond : Rosetta
- 2009 : Clochette et la Pierre de lune (Tinker Bell and the Lost Treasure) de Klay Hall : Rosetta
- 2010 : Clochette et l'Expédition féerique (Tinker Bell and the Great Fairy Rescue) de Bradley Raymond : Rosetta
- 2014 : Rio 2 de Carlos Saldanha : Gabi
- 2015 : Strange Magic de Gary Rydstrom : Sugar Plum Fairy
- 2015 : Snoopy et les Peanuts, le film (The Peanuts Movie) de Steve Martino : Fifi
- 2017 : My Little Pony, le film : Princesse Skystar
- 2017 : L'Étoile de Noël de Timothy Reckart (en) : Abby

### Séries d'animation
- 2003 : Fillmore ! : la guide du musée (animation, voix originale - saison 1, épisode 10)
- 2007 et 2018 : Robot Chicken : la princesse / la mère / Sailor Mercury / Mrs. Pott / Glinda la bonne sorcière (voix originale ― saison 3, épisode 2 et saison 9, épisode 13)
- 2009 : Sit Down, Shut Up : Miracle Grohe (animation, voix originale - 13 épisodes[33])
- 2014 - 2019 : BoJack Horseman : Vanessa Gekko / Miss Teach-Bot (5 épisodes[34])
- 2015 : American Dad! : Devin (animation, voix originale - saison 10, épisode 10)
- 2015 : The Muppets : elle-même (saison 1, épisode 6)
- 2019 : Planète Harvettes : Patty Pupé (voix, 1 épisode)

## Distinctions
Sauf indication contraire ou complémentaire, les informations mentionnées dans cette section proviennent des bases de données IMDb et IBDb.
- Depuis le 24 juillet 2015, elle possède son étoile sur le célèbre Walk of Fame (Hollywood).

### Récompenses
- Theatre World Awards 1997 : Meilleure actrice dans une comédie musicale pour Steel Pier
- Drama Desk Awards 1999 : Meilleure actrice dans une comédie musicale pour You're a Good Man, Charlie Brown
- Tony Awards 1999 : meilleure actrice dans une comédie musicale pour You're a Good Man, Charlie Brown
- First Americans in the Arts Awards 2006 : Meilleure actrice dans un second rôle pour Ma sorcière bien-aimée
- Gold Derby Awards 2008 : meilleure actrice dans un second rôle dans une série télévisée comique pour Pushing Daisies.
- Online Film & Television Association 2008 : meilleure actrice dans un second rôle dans une série télévisée comique pour Pushing Daisies.
- Online Film & Television Association 2009 : meilleure actrice dans un second rôle dans une série télévisée comique pour Pushing Daisies.
- 61e cérémonie des Primetime Emmy Awards 2009 : meilleure actrice dans un second rôle dans une série télévisée comique pour Pushing Daisies.
- Satellite Awards 2009 : Meilleure actrice invitée dans une série télévisée pour Glee
- Gold Derby Awards 2010 : meilleure actrice invitée dans une série télévisée comique pour Glee
- Online Film & Television Association 2010 : meilleure actrice invitée dans une série télévisée comique pour Glee
- GLAAD Media Awards 2011 : Vanguard Awards
- Online Film & Television Association 2013 : meilleure performance par une actrice dans une fiction pour Kristin Chenoweth: The Dames of Broadway
- Drama Desk Awards 2015 : Meilleure actrice dans une comédie musicale pour On the Twentieth Century

### Nominations
- Drama Desk Awards 2004 : Meilleure actrice dans une comédie musicale pour Wicked
- Online Film & Television Association 2004 : Meilleure actrice invitée dans une série télévisée dramatique pour A la maison blanche
- Tony Awards 2004 : meilleure actrice dans une comédie musicale pour Wicked
- Screen Actors Guild Awards 2005 : meilleure distribution pour une série télévisée dramatique dans A la maison blanche
- Screen Actors Guild Awards 2006 : meilleure distribution pour une série télévisée dramatique dans A la maison blanche
- Drama Desk Awards 2007 : Meilleure actrice dans une comédie musicale pour The Apple Tree
- 28e cérémonie des Razzie Awards 2007 : Pire actrice dans un second rôle pour Voisin contre voisin, La panthère rose et Camping Car
- Gold Derby Awards 2008 : Révélation de l'année
- 60e cérémonie des Primetime Emmy Awards 2008 : meilleure actrice dans un second rôle dans une série télévisée comique pour Pushing Daisies.
- Satellite Awards 2008 : Meilleure actrice dans un second rôle dans une série télévisée, une mini-série ou un téléfilm pour Pushing Daisies
- 62e cérémonie des Primetime Emmy Awards 2010 : meilleure actrice invitée dans une série télévisée comique pour Glee
- 63e cérémonie des Primetime Emmy Awards 2011 : meilleure actrice invitée dans une série télévisée comique pour Glee
- Online Film & Television Association 2011 : meilleure actrice invitée dans une série télévisée comique pour Glee
- 38e cérémonie des People's Choice Awards 2012 : Guest star dans une série télévisée préférée pour Glee
- Tony Awards 2015 : meilleure actrice dans une comédie musicale pour On the Twentieth Century
- Behind the Voice Actors Awards 2016 : Meilleure performance vocale par une actrice dans un second rôle pour Rio 2
- Behind the Voice Actors Awards 2016 : Meilleure performance vocale d'ensemble dans un film pour Strange Magic
- 68e cérémonie des Primetime Emmy Awards 2016 : meilleur programme spécial pour la 69e cérémonie des Tony Awards
- 26e cérémonie des MTV Movie & TV Awards 2017 : Meilleur moment musical pour Hairspray Live!
- Behind the Voice Actors Awards 2018 : Meilleure performance vocale d'ensemble dans un film pour My Little Pony: Le Film
- Gold Derby Awards 2019 : meilleure actrice invitée dans une série télévisée comique de l'année pour Glee

## Voix francophones
En France, Patricia Legrand est la voix française régulière de Kristin Chenoweth. Léa Gabrièle et Dorothée Pousséo l'ont doublée à deux reprises chacune.
Au Québec, elle est régulièrement doublée par Michèle Lituac.

## Discographie
- 2001 : Let Yourself Go  ∫   CD Sony Classical Records
- 2005 : As I Am   ∫   CD Sony Classical Records, Integrity Music	SK 93483
- 2008 : A Lovely Way To Spend Christmas    ∫   CD Sony Classical Records
- 2010 : Sean Hayes & Kristin Chenoweth - Promises, Promises   ∫   CD Masterworks Broadway Records
- 2011 : Some Lessons Learned  ∫ CD Masterworks Records
- 2014 : Coming Home  ∫ CD Concord Records
- 2016 : The Art Of Elegance  ∫ CD Concord Records
- 2019 : For The Girls   ∫ CD Concord Records

## Source
- (en) Cet article est partiellement ou en totalité issu de l’article de Wikipédia en anglais intitulé « Kristin Chenoweth » (voir la liste des auteurs).